# Hartmut Pötzelberger
Hartmut Pötzelberger (* 4. Juni 1978 in Linz) ist ein österreichischer American-Football-Spieler.

## Karriere
Anfangs spielte er bei den Linz Steelers in der Division 1. Sein großes Talent ermöglichte ihm jedoch schon bald den Sprung zum österreichischen Top-Verein, den Dodge Vikings Vienna. Dort war er in der Saison 2005 noch weitgehend als Backup eingesetzt, ab 2006 konnte er sich jedoch aufgrund seiner professionellen Einstellung als Starter durchsetzen.
Pötzelberger spielte auf der Position eines offensive Lineman. Er gehört der gefürchteten Keli Connection an und wurde 2007 in das österreichische Nationalteam einberufen.
Nach dem dritten Eurobowl-Triumph verließ er die Dodge Vikings Vienna und spielte und coachte bei den Gmundner Rams. Aus beruflichen Gründen wechselte er jedoch 2011 zu den Amstetten Thunder, wo er jetzt die Offensive Line und Defensive Line trainiert.

## Stationen und Erfolge
- 2003 Playoff Div.1 (Linz Steelers)
- 2004 Playoff Div.1 (Linz Steelers)
- 2005 Eurobowl Sieger, Austrian Bowl Sieger (Dodge Vikings Vienna)
- 2006 Eurobowl Sieger (Dodge Vikings Vienna)
- 2007 Eurobowl Sieger (Dodge Vikings Vienna), Austrian Bowl Sieger (Dodge Vikings Vienna), Europameister Gruppe C (Team Austria)